# Pikkujärvi (Gällivare socken, Lappland, 749019-175848)
Pikkujärvi är en sjö i Gällivare kommun i Lappland och ingår i Kalixälvens huvudavrinningsområde.